# Masters de Cincinnati 1999
El Abierto de Cincinnati 1999 (también conocido como Great American Insurance ATP Championship por razones de patrocinio) fue un torneo de tenis jugado sobre pista dura. Fue la edición número 98 de este torneo. El torneo masculino formó parte de los ATP World Tour Masters 1000 en la ATP. Se celebró entre el 9 de agosto y el 16 de agosto de 1999.

## Campeones

### Individuales masculinos
Pete Sampras vence a  Patrick Rafter, 7–6(9–7), 6–3.

### Dobles masculinos
Jonas Björkman /  Byron Black vencen a  Todd Woodbridge /  Mark Woodforde, 6–3, 7–6(8–6).